# Ferdinando Nelli Feroci
Ferdinando Nelli Feroci (Pisa, 18 december 1946) is een Italiaans onafhankelijk politicus. Van 16 juli 2014 tot 1 november 2014 was hij Europees commissaris belast met Industrie en Ondernemerschap in de commissie-Barroso II.
Nelli Feroci studeerde tot 1970 rechten aan de Universiteit van Pisa. Hij werkte vervolgens als diplomaat in verschillende functies, waaronder als medewerker bij de Permanente Vertegenwoordiging van Italië bij de Verenigde Naties, als politiek raadsadviseur bij de Italiaanse ambassade te Parijs, en als plaatsvervangend hoofd van de ambassade in Beijing. Hij was van 2000 tot 2004 plaatsvervangend directeur-generaal Europese Integratie op het ministerie van Buitenlandse Zaken, en directeur-generaal van 2004 tot 2006. In 2008 werd Nelli Feroci hoofd van de Permanente Vertegenwoordiging van Italië bij de Europese Unie, welke functie hij tot juli 2013 bekleedde. Hierna was hij nog enkele maanden voorzitter van het Istituto Affari Internazionali, een Italiaanse denktank.
In 2014 werd bekend dat Nelli Feroci door Italië zou worden voorgedragen voor de functie van Europees commissaris voor Industrie en Ondernemerschap. Het Europees Parlement stemde op 16 juli 2014 met deze voordracht in, en hij werd diezelfde dag door de Raad benoemd. Nelli Feroci volgde Antonio Tajani op, die op 1 juli 2014 lid werd van het Europees Parlement.
Op 1 november 2014 werd Nelli Feroci als Italiaans Eurocommissaris opgevolgd door Federica Mogherini. Zijn portefeuille werd overgenomen door Elżbieta Bieńkowska.
Joaquín Almunia · László Andor · Catherine Ashton · Michel Barnier · José Manuel Barroso · Tonio Borg (vanaf 28 november 2012) · Dacian Cioloş · John Dalli (tot 16 oktober 2012)  · María Damanáki · Jacek Dominik (sinds 16 juli 2014) · Štefan Füle · Karel De Gucht  · Máire Geoghegan-Quinn · Kristalina Georgieva · Johannes Hahn · Connie Hedegaard · Siim Kallas · Jyrki Katainen (sinds 16 juli 2014) · Neelie Kroes · Janusz Lewandowski (tot 1 juli 2014) · Cecilia Malmström · Neven Mimica · Ferdinando Nelli Feroci (sinds 16 juli 2014) · Günther Oettinger · Andris Piebalgs · Janez Potočnik · Viviane Reding (tot 1 juli 2014) · Olli Rehn (tot 1 juli 2014) · Martine Reicherts (sinds 16 juli 2014) · Maroš Šefčovič · Algirdas Šemeta · Antonio Tajani (tot 1 juli 2014) · Androulla Vassiliou